# Feel well (アルバム)
『feel well』（フィールウェル）は、林原めぐみの10枚目のオリジナル・アルバム。2002年6月26日にスターチャイルドから発売された。

## 解説
- タイトルの『feel well』とは、2001年12月5日にリリースされたシングル・タイトルである。シングルのタイトルがアルバムのタイトルになったのは本作が初めてである。
- 前作『VINTAGE S』と『VINTAGE A』がベスト・アルバムだったため、オリジナル・アルバムとしては『ふわり』から約2年半ぶりとなる。
- アルバムは前作『ふわり』以降にリリースされたシングル曲、過去の楽曲のリミックスやカバー曲を集めた、いわばベスト・アルバム的な構成となっている。
- 未収録シングルは「Northern lights」、「Treat or Goblins」（ともに次作の『center color』には収録されている）。
- 前作『ふわり』までは初回限定盤に写真集が付いていたが、このアルバムでは本人がパーソナリティーを務めるラジオ番組『林原めぐみのTokyo Boogie Night』の放送500回記念公開録音の模様を収録したDVDが付いている。
- ジャケット・デザインでは10作目にして初めてCGを使用した。なお、初回盤と通常盤ではジャケットの色彩が異なり、初回盤は赤系色、通常盤は青系色を基調にしている。
- キャッチコピーは『上を向いたら「世界」がかわった』
- 『スレイヤーズ』、『シャーマンキング』、『ラブひな』の曲が多くを占めており、アニメ色が強いアルバムとなっている。
- プロデュース面でも、前作まで大月俊倫が単独でプロデュース兼ディレクターを担当していたが、この頃から大月が社内で出世したため多忙となり、全面的に関われなくなったため、本作から同じキングレコードの森山敦がプロデュースに関わっている。
- 2003年10月度、ゴールドディスクに認定された。

## 収録曲
| #         | タイトル                                       | 作詞       | 作曲         | 編曲                                  | 時間  |
| --------- | ---------------------------------------------- | ---------- | ------------ | ------------------------------------- | ----- |
| 1.        | 「Over Soul」                                  | MEGUMI     | たかはしごう | たかはしごう                          | 3:54  |
| 2.        | 「don't be discouraged」                       | MEGUMI     | 佐藤英敏     | 添田啓二                              | 4:12  |
| 3.        | 「ルンバ・ルンバ」                             | 泉川そら   | 泉川そら     | 十川知司                              | 4:11  |
| 4.        | 「はじまりはここから」                         | 岡崎律子   | 岡崎律子     | 十川知司                              | 3:20  |
| 5.        | 「サクラサク」                                 | 岡崎律子   | 岡崎律子     | 十川知司                              | 3:14  |
| 6.        | 「涙のSingle Rain（2002 version）」            | 渡辺なつみ | 工藤崇       | 光宗信吉                              | 4:27  |
| 7.        | 「lost in you」                                | MEGUMI     | 佐藤英敏     | 堀隆                                  | 4:24  |
| 8.        | 「trust you（2002 New Arrange Version）」      | MEGUMI     | たかはしごう | たかはしごう                          | 4:11  |
| 9.        | 「brave heart」                                | MEGUMI     | 太田美知彦   | 十川知司                              | 4:12  |
| 10.       | 「unsteady」                                   | MEGUMI     | 佐藤英敏     | 五島翔                                | 4:33  |
| 11.       | 「Tokyo Boogie Night（2002 version）」         | 渡辺なつみ | 原一博       | 光宗信吉                              | 3:10  |
| 12.       | 「ときを越えて」                               | MEGUMI     | 田辺智沙     | 田辺智沙 ストリングアレンジ：岩崎文紀 | 4:59  |
| 13.       | 「シンシア・愛する人（Dear Tsubame version）」 | 岡崎律子   | 岡崎律子     | 光宗信吉 コーラスアレンジ：岡崎律子   | 4:08  |
| 14.       | 「feel well」                                  | MEGUMI     | たかはしごう | たかはしごう                          | 4:43  |
| 15.       | 「ブースカ!ブースカ!!」(Bonus Track)           | 有森聡美   | 大森俊之     | 大森俊之                              | 2:39  |
| 16.       | 「晴れときどき晴れ」(Bonus Track)              | 有森聡美   | 大森俊之     | 大森俊之                              | 2:51  |
| 合計時間: | 合計時間:                                      | 合計時間:  | 合計時間:    | 合計時間:                             | 63:08 |

## タイアップ
| 曲名                                  | タイアップ                                                           | 初出作品                                         | 発売日         | 規格品番                                  | 備考                                     |
| ------------------------------------- | -------------------------------------------------------------------- | ------------------------------------------------ | -------------- | ----------------------------------------- | ---------------------------------------- |
| Over soul                             | テレビアニメ『シャーマンキング』初代オープニングテーマ               | 「Over soul」                                    | 2001年8月29日  | KICM-3016（林原盤） KICM-3017（アニメ盤） | 26thシングル                             |
| don't be discouraged                  | テレビアニメ『スレイヤーズTRY』エンディングテーマ                    | 「don't be discouraged」                         | 1997年4月23日  | KIDA-148                                  | 15thシングル                             |
| ルンバ・ルンバ                        | 劇場版『スレイヤーズぷれみあむ』イメージソング                       | 「feel well」                                    | 2001年12月5日  | KICM-3020                                 | 27thシングルカップリング                 |
| はじまりはここから                    | テレビアニメ『ラブひな』最終回エンディングテーマ                     | 『〜サイレント・イヴ〜 ラブひな WINTER SPECIAL』 | 2001年1月24日  | KICA-531                                  |                                          |
| サクラサク                            | テレビアニメ『ラブひな』オープニングテーマ                           | 「サクラサク」                                   | 2000年5月24日  | KICA-506                                  | 24thシングル                             |
| 涙のSingle Rain                       | 劇場版『機動戦士SDガンダムの逆襲 嵐を呼ぶ学園祭』挿入歌（原曲）      | 『機動戦士SDガンダム TOKYO SHUFFLE』（原曲）     | 1989年8月5日   | 292A-7011                                 | 原曲：本多知恵子・川村万梨阿             |
| lost in you                           | テレビアニメ『無敵王トライゼノン』エンディングテーマ                 | 「unsteady」                                     | 2000年10月25日 | KIDA-204                                  | 25thシングルカップリング                 |
| trust you（2002 New Arrange Version） | （無し）                                                             | （無し）                                         | （無し）       | （無し）                                  | 26thシングルカップリングのリアレンジ音源 |
| brave heart                           | テレビアニメ『シャーマンキング』挿入歌                               | 「brave heart」                                  | 2001年12月29日 | KICM-3021                                 | 28thシングル                             |
| unsteady                              | テレビアニメ『無敵王トライゼノン』オープニングテーマ                 | 「unsteady」                                     | 2000年10月25日 | KIDA-204                                  | 25thシングル                             |
| Tokyo Boogie Night（2002 version）    | TBSラジオ他『林原めぐみのTokyo Boogie Night』2代目エンディングテーマ | （なし）                                         | （なし）       | （なし）                                  | 原曲：本多知恵子・林原めぐみ             |
| ときを越えて                          | テレビアニメ『ロスト・ユニバース』イメージソング                     | 『the BEST of LOST UNIVERSE [from TV]』          | 1999年6月4日   | KICA-456                                  |                                          |
| シンシア・愛する人                    | テレビアニメ『アキハバラ電脳組』挿入歌（原曲）                       | 『Rebis-C.T.i.A/O.S.T』（原曲）                  | 1998年7月24日  | KICA-408                                  | 原曲：岡崎律子                           |
| feel well                             | 劇場版『スレイヤーズぷれみあむ』主題歌                               | 「feel well」                                    | 2001年12月5日  | KICM-3020                                 | 27thシングル                             |
| ブースカ!ブースカ!!                   | テレビ東京系特撮ドラマ『ブースカ!ブースカ!!』オープニングテーマ      | 「ブースカ!ブースカ!!」                          | 1999年12月3日  | KIDA-190                                  | 23rdシングル                             |
| 晴れときどき晴れ                      | テレビ東京系特撮ドラマ『ブースカ!ブースカ!!』エンディングテーマ      | 「ブースカ!ブースカ!!」                          | 1999年12月3日  | KIDA-190                                  | 23rdシングルカップリング                 |

## クレジット
| All Performed by Megumi Hayashibara | All Performed by Megumi Hayashibara            |
| ----------------------------------- | ---------------------------------------------- |
| Mix Engineer                        | Yuuichi Nagayama(永山雄一) M-2,10              |
| Mix Engineer                        | Keiji Kondo(近藤圭司) M-1,8                    |
| Mix Engineer                        | Koji Morimoto M-3,5,9                          |
| Mix Engineer                        | Yutaka Uematsu(植松豊) M-4                     |
| Mix Engineer                        | Hiroyuki Tsuji(辻裕行) M-6,11,12,13,15         |
| Mix Engineer                        | Eiichi Nishizawa(西沢栄一) M-7                 |
| Mix Engineer                        | Takashi Koiwa(小岩孝志) M-14                   |
| Mix Engineer                        | Genichi Kitami(北見弦一) M-16                  |
| Mastering Engineer                  | Akira Ando(安藤明)（KING SEKIGUCHIDAI STUDIO） |
| Art Direction & Design              | Naoki Shinoda(篠田直樹)（HIGHWAY GRAPHICS）    |
| Photographer                        | Yasu Awane(粟根靖雄)                           |
| Stylist                             | Asami Nishida(西田麻美)                        |
| Hair & Make-up                      | Hiroyuki Shimizu(清水寛之)（esque）            |
| Mac Operation                       | TOKYO HEIHAN Co., Ltd.(東京平版株式会社)       |
| Art Coordinate                      | Eiji Nakamura(中村栄司)                        |
| Art Coordinate                      | Yoko Shigeta(重田陽子)                         |
| Artist Promoter                     | Takashi Tokuhara(徳原貴之)                     |
| Artist Promoter                     | Michiko Ohtake(大竹美智子)                     |
| Artist Promoter                     | Natsuko Moro(茂呂奈津子)                       |
| Sales Promoter                      | Masa Sato(佐藤雄)                              |
| Sales Promoter                      | Yousuke Goroumaru(五郎丸洋介)                  |
| Director                            | Go Shukuri(宿利剛)                             |
| Assistant Producer                  | Atsushi Moriyama                               |
| Executive Producer                  | Toshimichi Ohtsuki                             |